# Tarmani
Tarmani (pers. ترمني) – wieś w Iranie, w ostanie Azerbejdżan Zachodni. W 2006 roku  liczyła 143 mieszkańców w 40 rodzinach.